# Hôpital Riviera-Chablais
Das Hôpital Riviera-Chablais Vaud-Valais ist ein interkantonales Spital mit vier (bisher fünf) Standorten in den Kantonen Waadt und Wallis. Das Spital ist eine der seltenen interkantonalen Institutionen für die umfassende akute Gesundheitsversorgung in der Schweiz. Es gehört der Fédération des hôpitaux vaudois an.

## Geschichte
Im Jahr 2001 vereinbarten die Kantone Waadt und Wallis, für die Regionen am oberen Genfersee ein interkantonales Regionalspital zu errichten, das die vorher bestehenden kleineren Spitäler Hôpital Riviera in Vevey (VD) und Hôpital du Chablais in Monthey (VS) ersetzen sollte. Für die Bevölkerung der waadtländischen Bezirke Riviera-Pays-d’Enhaut und Aigle und des Walliser Bezirks Monthey steht seit der offiziellen Gründung des neuen Spitals eine zentrale und umfassende medizinische Grundversorgung kombiniert mit besonderen medizinischen Dienstleistungen an mehreren Standorten zur Verfügung. In der Region wohnen ungefähr 180'000 Personen.
2004 bestimmten die Waadtländer und Walliser Regierung aufgrund von Studien einer interkantonalen Arbeitsgruppe sowie des Bundesamts für Statistik und der École polytechnique fédérale de Lausanne das Gebiet Granges des Tilles bei Rennaz zum Standort des neuen Zentralspitals. Die Waadtländer Gemeinde Rennaz liegt mitten in der Region im nördlichen Chablais und verfügt in der Nähe des Spitals über einen Anschluss an die Autobahn A9, die Hauptverkehrsader der Region. Zum neuen Spital führen drei direkte Buslinien von Vevey, Aigle und Monthey aus.
Am 10. Mai 2012 beschloss der Grosse Rat des Kanton Wallis den Baukredit in der Höhe von 75 Millionen Franken, und am 30. Mai 2012 genehmigte der Grosse Rat des Kantons Waadt den Kredit für den kantonalen Anteil am neuen Spital in der Höhe von 220 Millionen Franken. Im Jahr 2012 veröffentlichte der Kanton Waadt den Gestaltungsplan der Parzelle Granges des Tilles, auf welcher die bestehenden landwirtschaftlichen Gebäude und Sportanlagen im Jahr 2013 abgebrochen und der Baugrund vorbereitet wurde. Ende Dezember 2016 erteilte die Gemeinde Rennaz die Baubewilligung, und  der Rohbau des Spitals war im Jahr 2017 fertiggestellt. Im Herbst 2019 nahm das Hauptspital des Hôpital Riviera-Chablais seinen Betrieb auf. Bis Ende 2019 verlegte das Spital die damals in den ehemaligen Kliniken behandelten Patienten in einer grossen Transportaktion nach Rennaz.
Das Hôpital Riviera-Chablais führt in mehreren Gemeinden dezentrale medizinische Dienstleistungen weiter. Das ehemalige Walliser Regionalspital in Monthey dient dem Spital als Aussenstelle für einfache Notfallbehandlungen und für die Dialyse. Das alte Hôpital du Samaritain in Vevey übernahm im Rahmen des Spitalverbunds die Funktion einer Tagesklinik und wird im Jahr 2021 in eine Geriatrieklinik umgewandelt. In Aigle führt das Hôpital Riviera-Chablais eine Station für Physiotherapie, Ergotherapie und Rehabilitation. Am Standort Mottex in Blonay ist die Clinique de gériatrie et réadaptation de la Riviera untergebracht. Die Klinik Miremont in Leysin wird aufgehoben.
Im Regionalspital waren im Jahr 2020 mehr als 2000 Personen beschäftigt. Dem Spital ist eine Schule der Haute école de santé La Source angeschlossen.